# 王店镇 (内乡县)
王店镇，是中华人民共和国河南省南阳市内乡县下辖的一个乡镇级行政单位。

## 行政区划
王店镇下辖以下地区：
马堂村、王湾村、薛岗村、石桥村、薛河村、显圣庙村、均张村、宋沟村、雷沟村、堰张村、杨湾村、四张村、岗樊村、马沟村、刘观村、黄河村、周营村、王店村和河东村。